# Lin Yue
Lin Yue (chiń. 林跃; pinyin Lín Yuè ur. 24 lipca 1991) – chiński skoczek do wody. Złoty medalista olimpijski z Pekinu oraz Rio de Janeiro.
Zawody w 2008 były jego pierwszymi igrzyskami olimpijskimi. Po złoty medal sięgnął w skokach synchronicznych z dziesięciometrowej wieży, partnerował mu Huo Liang. W tej konkurencji trzy razy, w latach 2007, 2009 i 2015, zostawał mistrzem świata, w 2007 był trzeci w rywalizacji indywidualnej. Na igrzyskach olimpijskich w 2012 nie wywalczył żadnego medalu, natomiast w 2016 po raz drugi w karierze wywalczył tytuł mistrza olimpijskiego, ponownie w skokach synchronicznych z wieży 10 m. Był również złotym medalistą igrzysk azjatyckich – w 2006 otrzymał złote medale w konkurencji skoków z wieży indywidualnie jak również synchronicznie, w 2014 zaś zdobył złoty medal w skokach synchronicznych z wieży 10 m. Brał udział w uniwersjadzie w 2011 roku, na której wywalczył dwa złote medale.